# Distenia dohertii
Distenia dohertii là một loài bọ cánh cứng trong họ Cerambycidae.